# Glansryggar
Glansryggar (Aglaeactis) är ett släkte med fåglar i familjen kolibrier vars medlemmar återfinns i bergstrakter i Sydamerika, från Colombia till Bolivia. Släktet glansryggar omfattar fyra arter:
- Regnbågsglansrygg (A. cupripennis)
- Magentaglansrygg (A. castelnaudii)
- Purpurglansrygg (A. aliciae)
- Malakitglansrygg (A. pamela)